# حارة الهندوانة (صنعاء)

تعديل مصدري - تعديل

حارة الهندوانة هي إحدى حارات حي ضبوة بضواحي الأمانة مديرية سنحان وبني بهلول، بلغ تعداد سكانها 3046 نسمة حسب تعداد اليمن لعام 2004.